# Nettie Witziers-Timmer

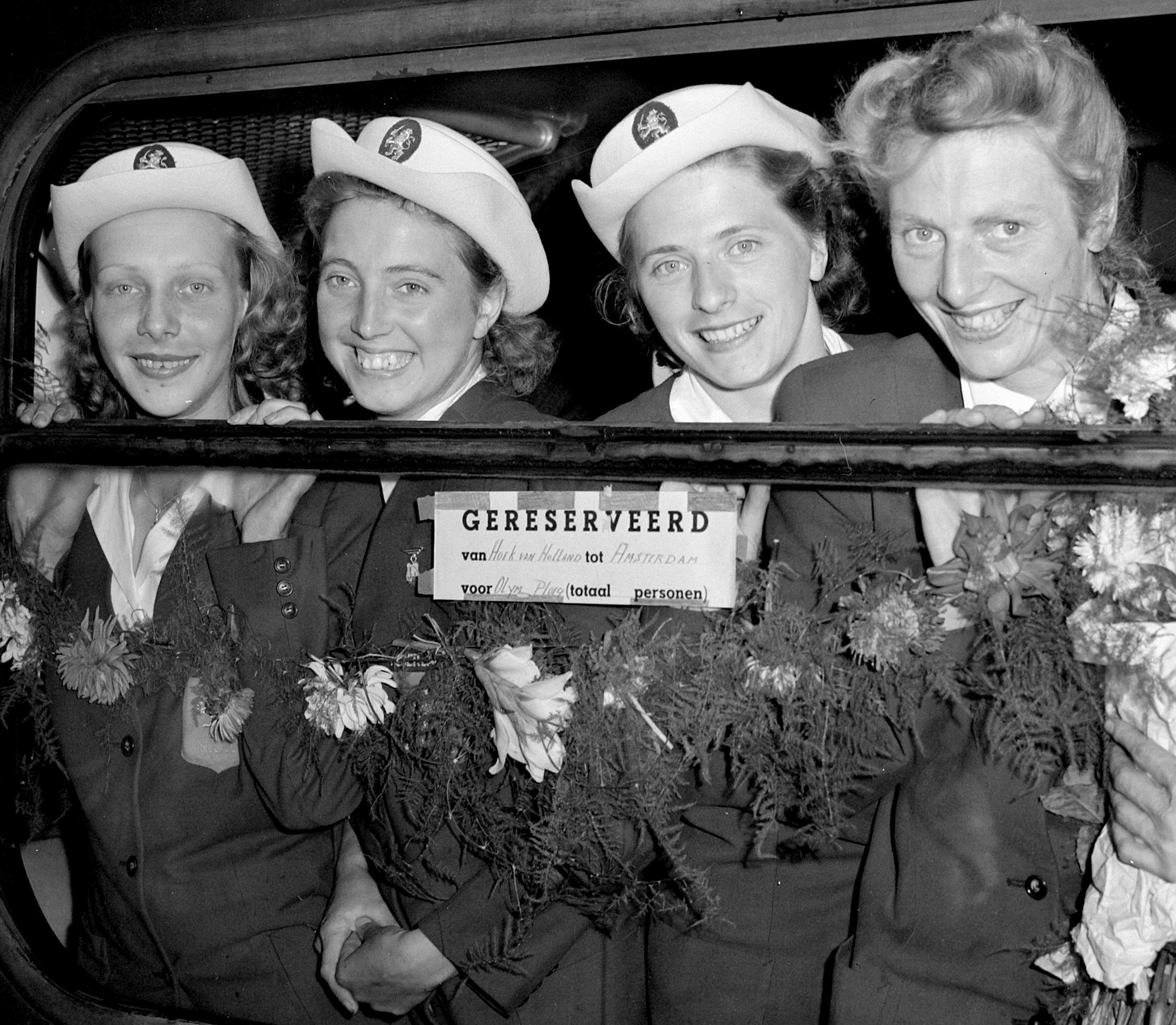
Die niederländische Sprintstaffel 1948 (Timmer ist die Zweite von links)

Jeanette Josephina Maria „Nettie“ Witziers-Timmer (* 22. Juli 1923 in Amsterdam; † 25. Januar 2005 ebenda; geborene Jeanette Timmer) war eine niederländische Leichtathletin.
Ihren größten Erfolg feierte sie 1948 bei den Olympischen Spielen in London. Zusammen mit Xenia Stad-de Jong, Gerda van der Kade-Koudijs und der Fliegenden Hausfrau Fanny Blankers-Koen wurde sie Olympiasiegerin im 4-mal-100-Meter-Staffelrennen.
Zwei Jahre vor ihrem Olympiasieg war sie in Oslo zusammen mit der niederländischen 4-mal-100-Meter-Staffel bereits Europameisterin geworden.